# Сыдыбыл
Сыдыбыл — село в Чочунском наслеге Вилюйского улуса Якутии (Россия). Расположено в 19 км от Вюлюйска и примерно в 450 км от Якутска.

## История
7 апреля 2003 года в селе сгорела Чочунская средняя школа. Погибли 22 ребёнка, ожоги получили 39. Расследование выявило связь трагедии с сокращением пожарных частей и факт покидания горящей школы несколькими учительницами, не организовавшими эвакуацию. Фактической причиной пожара стало замыкание в электрощите. Последовали громкий суд и череда увольнений. Пожар сделал село известным на всю Россию, после него в населённый пункт приезжали высшие чиновники Якутии.
Осенью 2014 года глава Чочунского наслега (село Сыдыбыл) был отправлен в отставку решением Верховного суда Якутии. Отставка стала результатом конфликта с коммерческой строительной компанией, нескольких судов и прокурорской проверки. Должность главы наслега чиновник занимал в 2007—2011 годах.
В марте 2016 в Сыдыбыле, как и в некоторых других якутских сёлах, запретили продавать алкоголь. На этом настаивали местные активисты, обращавшие внимание властей на проблему алкоголизации населения.

## Население
| 2002 | 2010 | 2021 |
| ---- | ---- | ---- |
| 685  | ↘672 | ↗742 |